# Sarsonuphis fauchaldi
Sarsonuphis fauchaldi är en ringmaskart som beskrevs av Kirkegaard 1988. Sarsonuphis fauchaldi ingår i släktet Sarsonuphis och familjen Onuphidae. Inga underarter finns listade i Catalogue of Life.